# Todoreszku Gyula
Todoreszku Gyula (Pest, 1866. augusztus 16. – Budapest, 1919. november 27.) földbirtokos, bibliofil könyvgyűjtő. Felbecsülhetetlen értékű könyvgyűjteményt hagyott hátra, amely 1711 előtt megjelent magyar és magyarországi nyomtatványokból és számos könyvritkaságból állt. Halála után becses gyűjteménye az Országos Széchényi Könyvtár tulajdonába került.

## Élete

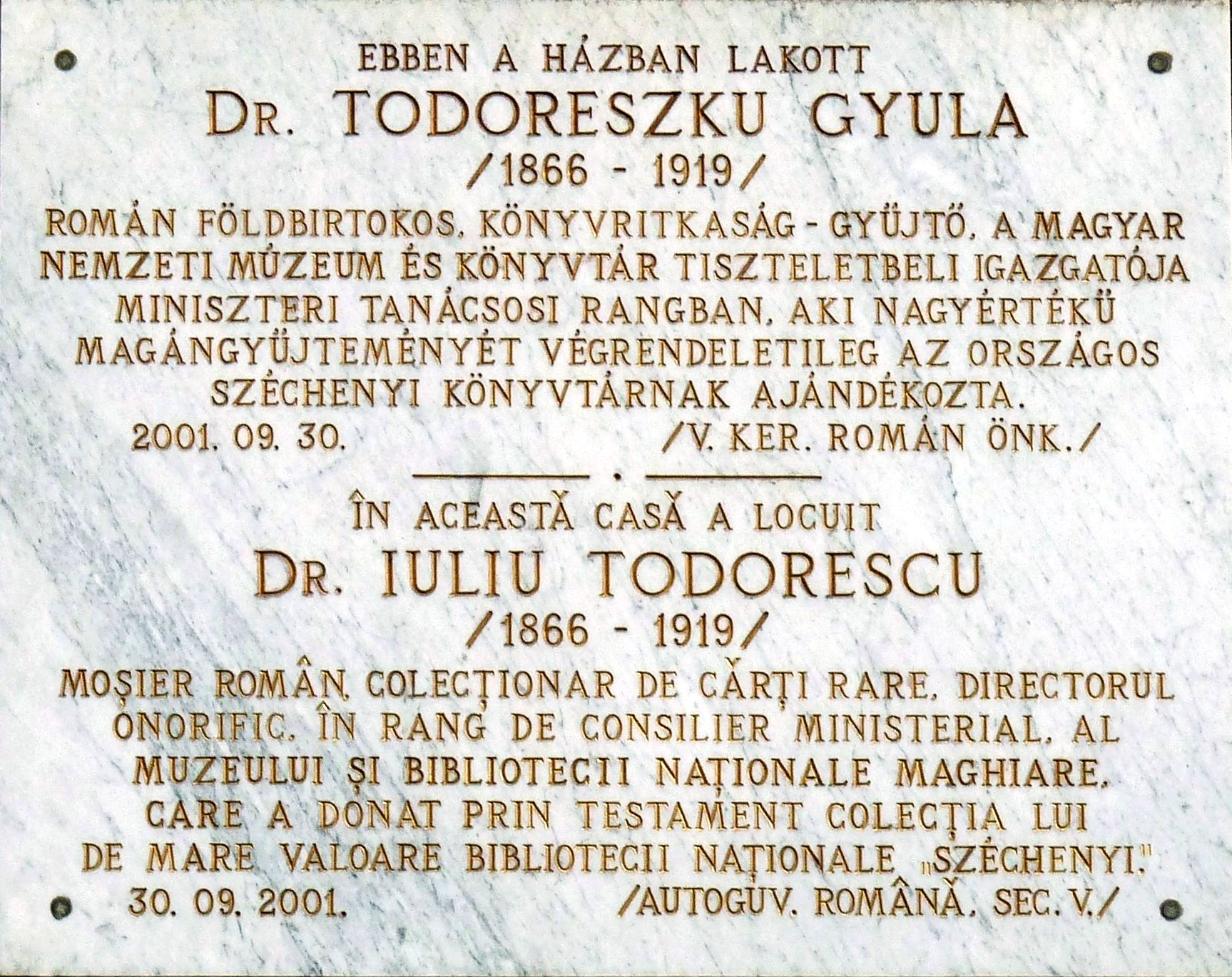
Emléktábla egykori lakhelyén
(VIII. ker., Népszínház utca 36)

Román származású édesapja, Todorescu Pál 13 évesen került Magyarországra. Kereskedőként nagy vagyonra tett szert, amit bérházakba és földbirtokokba fektetett. Magyar feleségétől három fia született, de csak Gyula érte meg a fiatalkort. Nyelvtanulás céljából a német Schnepfenthalba vitték. A németen kívül megtanult franciául és angolul. Középiskolai tanulmányait már Magyarországon töltötte, Budapesten végezte jogi tanulmányait, 1892-ben avatták doktorrá. Sokat utazott, hosszabb időt töltött Párizsban, ezek az utak nagyban hozzájárultak európai műveltségének és széles látókörének kialakulásához. 1915-ben feleségül vette édesanyja felolvasónőjét, Horváth Arankát (1885–1938). Gyűjtőszenvedélyét felesége is támogatta, tékájuk nagysága csak gróf Széchényi Ferenc és gróf Apponyi Sándor hasonló hagyatékaihoz mérhető. Horváth Arankával kötött házassága nem lehetett hosszú életű, mert Todoreszku Gyula 1919. november 29-én hosszú betegség után elhunyt.

## Munkássága
Eleinte minden magyar könyvet össze akart gyűjteni, de mikor rájött, hogy ez lehetetlen, akkor döntött az 1711 előtt megjelent magyar és magyarországi nyomtatványok mellett. Könyvgyűjtői szenvedélyére nagy hatással lehetett Szabó Károly Régi magyar könyvtár című bibliográfiai munkája. A mű megjelenésével megnőtt az érdeklődés a régi magyar nyomtatványok iránt és nagy gyűjtőhullám vette kezdetét. Megnőtt a kereslet a magyar könyvek iránt, amiknek száma eleve igen alacsony volt, ezért egyre szűkösebbé és ritkábbá vált a kínálat. Todoreszku szenvedélyes gyűjtőként levéltárakban, felvidéki és erdélyi templomokban és azok parókiáin kutatott újabb kincsek után. Emellett kiterjedt könyvkereskedői és antikvárius kapcsolatai voltak itthon és külföldön.
Bibliofil szenvedélyéből ered, hogy a könyvek tisztításának aprólékos munkáját ő maga végezte. Gyűjtőszenvedélyéhez hozzátartozott a teljességre való törekvés. Ha több csonka példányhoz jutott ugyanabból a műből, akkor igyekezett ezekből egy teljeset összeállítani. Néhány csonka példányát kölcsönkért teljes kiadások eredetihez megtévesztésig hasonlító másolataival egészítette ki. Todoreszku a régi magyar nyomtatványokat igényes kötéssel látta el. Ezek egy részéhez mintául szolgáltak a gyűjteményében található eredeti kötések, másik részük a magyar szecesszió könyvművészetének alkotása. A munkához szükséges anyagokat és szerszámokat is maga választotta ki.

### Gyűjteménye

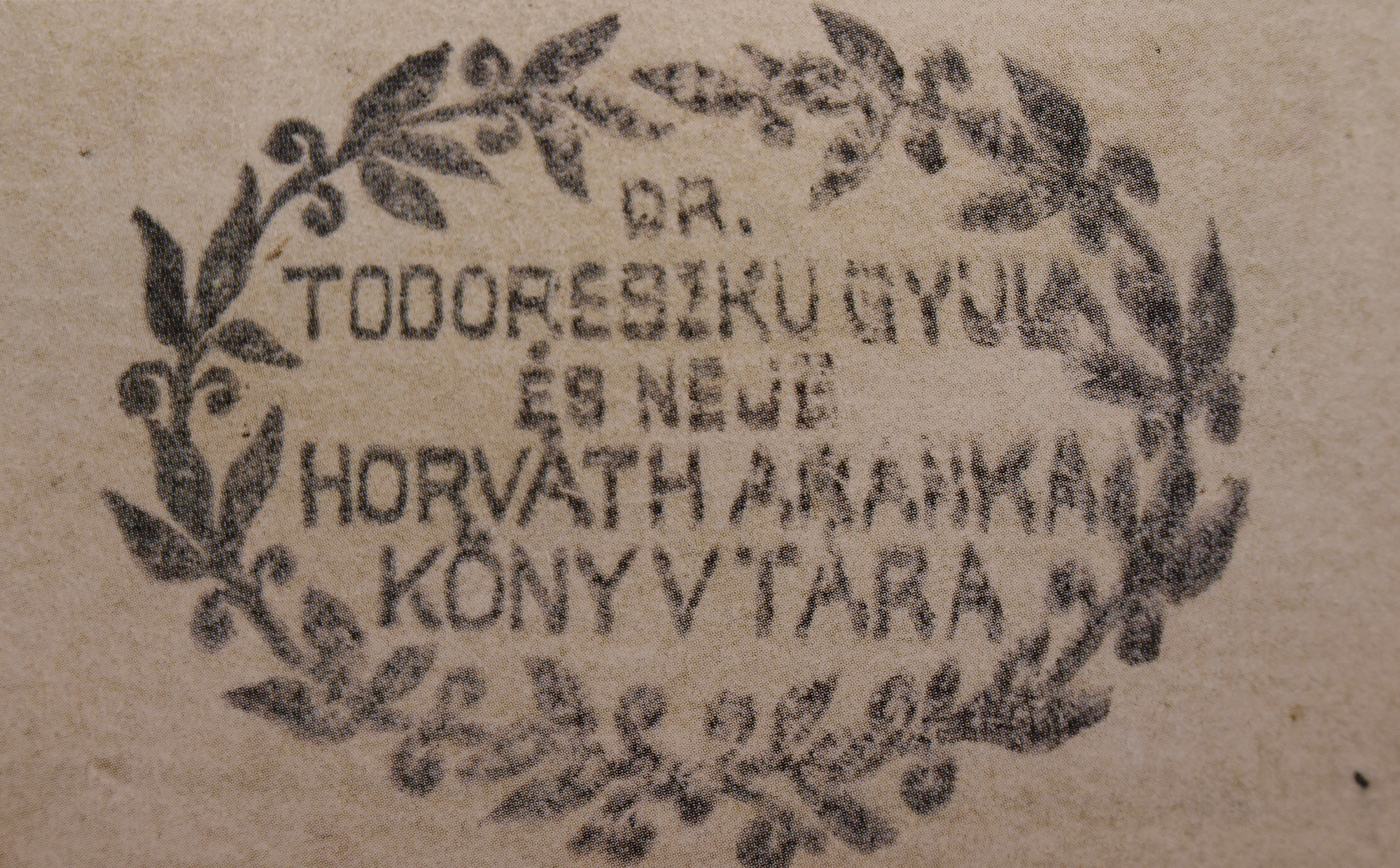
Todoreszku Gyula és neje ex librise

Gyűjteménye 635 magyar nyelvű, 535 Magyarországon nyomtatott idegen nyelvű és 81 magyar szerzőtől külföldön 1711 előtt megjelent művet tartalmazott. Szabó Károly bibliográfiájából közel 200 mű nem szerepelt. A 18–19. századból a gyűjtemény csaknem 1000 kötetnyi magyar nyomtatványt tartalmazott. Könyvtárában 44 külföldi ősnyomtatvány, 26 régi magyar kézirat, 16-19. századi ritka külföldi nyomtatványok is fellelhető. Nagy érték a 83 cirill betűs román, szerb és ruszin nyomtatvány a 15–19. századból. A gyűjtemény fő részét a 16–17. századi magyar nyelvű, Magyarországon megjelent idegen nyelvű és magyar szerzőktől külföldön megjelent művek tették ki, nagy értéket képviselnek külföldi ősnyomtatványai is. Ilyen például Boethius római filozófus De Consoliatione Philosophiae című munkája, melyet 1481-ben nyomtattak Kölnben. Hazánkban csak a Magyar Tudományos Akadémia Könyvtár és Információs Központ rendelkezik ugyanezzel a kiadással.

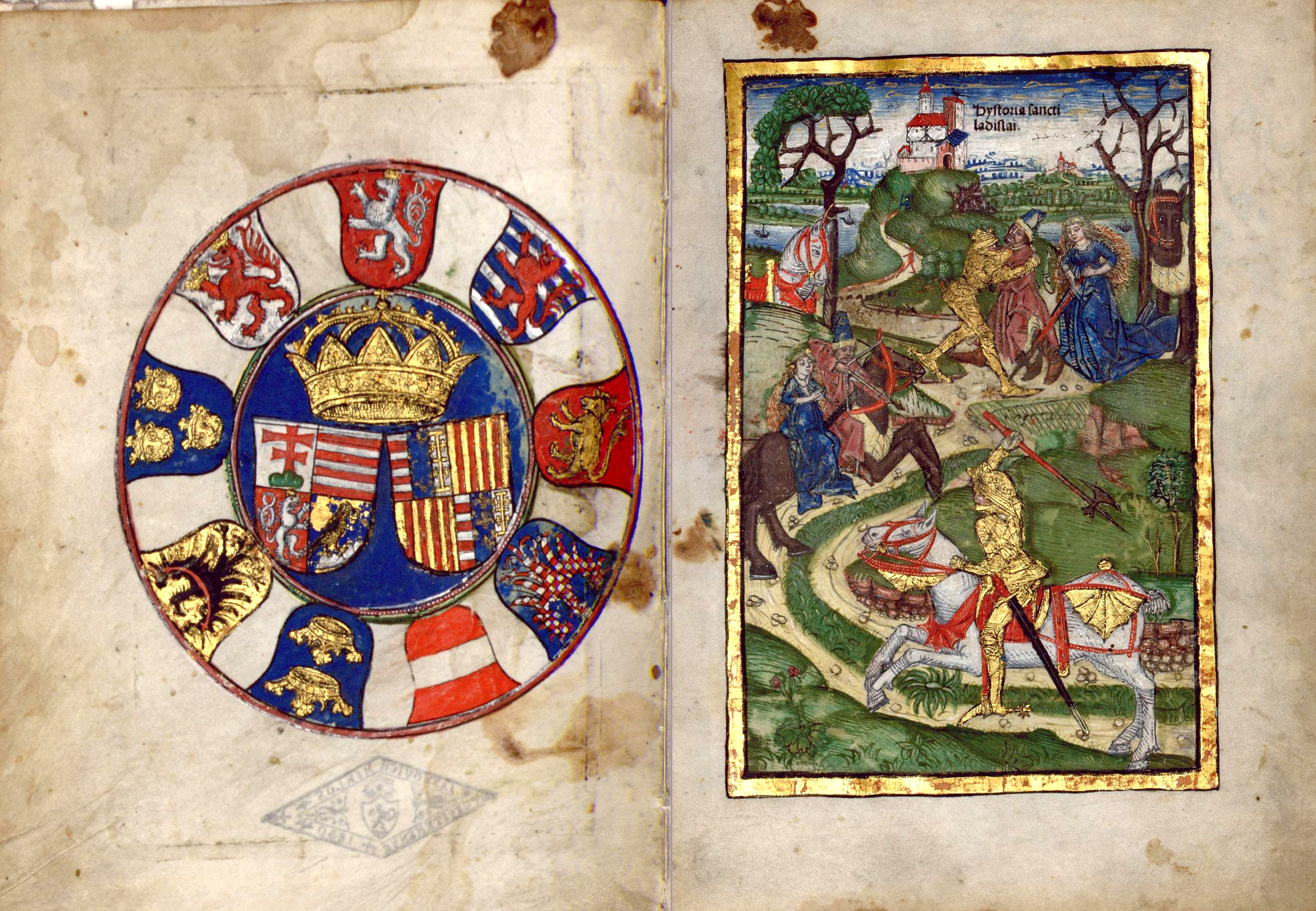
Thuróczy János krónikájának első két lapja

 Gyűjteménye jelentős darabjai Tinódi Lantos Sebestyén Chronicájának (Kolozsvár 1554) kiegészített példánya, Thuróczi János Chronica Hungaroruma (Brünn, Augsburg, 1488), Sylvester János Új Testamentum fordítása (Sárvár 1541), különböző kalendáriumok, több Calepinus-szótár s számos értékes könyvritkaság. A gyűjteményben találjuk Apáczai Csere János Magyar encyclopaediáját, melyet Utrechtben nyomtattak 1655-ben. A gyűjteményhez gazdag segédkönyvtár tartozott, mutatva ezzel, hogy a szép régi könyvekért lelkesedő amatőr gyűjtő tudós munkát végző bibliográfussá vált.

### Utóélete
Todoreszku Gyula végrendeletet nem hagyott hátra. Kizárólag özvegyének köszönhető, hogy felbecsülhetetlen értékű gyűjteménye az Országos Széchényi Könyvtárba került. A gyűjtemény az 1920. január 6-án kelt adománylevél szerint került örök letétként a Nemzeti Könyvtárba. Unikumait a Magyar Könyvszemle több folytatásban közölte, katalógusát Akantisz Viktor 1922-ben készítette el.